# Jean Bury
Jean Bury est un écrivain de langue wallonne né à Liège le 13 janvier 1867 et mort à Amsterdam le 30 juillet 1918. Il écrivait en wallon de Liège.

## Œuvres
- 1903 : Chansons di m'coûr

## Hommage
La ville de Liège lui rend hommage en rebaptisant une rue à son nom, la rue Jean Bury.
Il est inhumé au Cimetière de Robermont à Liège.

## Sources
- Maurice Piron, « Jean Bury (1867-1918) », dans Anthologie de la littérature dialectale de Wallonie, Mardaga, 1993 (lire en ligne), p. 306-308.
- Freddy Joris & Frédéric Marchesani, « Le cimetière de Robermont », Connaître la Wallonie, sur wallonie.be, avril 2009 (consulté le 1er novembre 2017).